# فالتر ناوش
فالتر ناوش (بالألمانية: Walter Nausch)‏ (مواليد 5 فبراير 1907) هو لاعب كرة قدم. يلعب مع منتخب النمسا لكرة القدم. سبق له أن لعب في كأس العالم لكرة القدم مع منتخب بلاده.

## روابط خارجية
- فالتر ناوش على موقع قاعدة بيانات كرة القدم.إي يو (الإنجليزية)
- فالتر ناوش على موقع ناشيونال فوتبول تيمز (الإنجليزية)
- فالتر ناوش على موقع Soccerway.com (الإنجليزية)
- فالتر ناوش على موقع عالم كرة القدم.نت (الإنجليزية)